# Difemerine
Difemerine là một loại thuốc kháng muscarinic  ít được biết đến được bán dưới tên Luostyl.